# 內江聖水寺
內江聖水寺位於四川省內江市市中區號子口聖江路，始建於唐咸通年間（860-874），宋名“興慈禪院”，“聖水興慈寺”，宋末名“聖水寺”（因該寺後山壁泉水得名）沿用至今。寺廟坐西朝東，復四合院佈局，總建築面積近7000平方公尺，現存建築為清康熙、雍正時復修。由大悲殿、地藏殿、天王殿、大雄寶殿、藏經閣、國覺樓、藥師殿等組成。寺內尚存東漢崖墓，唐、宋摩崖造像80龕520余尊，明代牌坊2座、石橋1座。寺廟史上曾稱“中川第一禪林”。內江聖水寺建築群落整體佈局完整，建築規模宏大，是內江城區一處大型古代禪林寺院。。
1996年，聖水寺被公佈為內江市文物保護單位。2012年7月16日公佈為第八批四川省文物保護單位。2013年3月5日列為第七批全國重點文物保護單位。